# Akademija za umetnost v Mariboru
Akademija za umetnost v Mariboru je načrtovana akademija za umetnost, ki bo delovala v okviru Univerze v Mariboru.
23. januarja 2009 so se na Mestni občini Maribor dogovorili o ustanovitvi; sodelovali so Franc Kangler (župan), Ivan Rozman (rektor Univerze), Dušan Radonjič (mestni svetnik), Jozsef Györkös (državni sekretar), Rudi Moge (predsednik sveta SNG Maribor) in Danilo Rošker (direktor SNG Maribor). Kasneje je univerza načrt o ustanovitvi preložila zaradi pomanjkanja sredstev.